# 난사구 (싼사시)
난사구(중국어: 南沙区, 병음: Nánshā Qū)는 중화인민공화국 하이난성 싼사시의 현급 행정 구역으로 면적은 17.06 km2이다. 인민 정부 청사 소재지는 피어리크로스 암초(융수 암초)이다. 2020년 4월 18일에 신설되었으며 남중국해에 위치한 영토 분쟁 지역인 스프래틀리 군도(난사 군도)를 구성하는 섬들과 암초, 해역을 관할한다.

## 행정 구역
1개 사구를 관할한다.
- 사구: 美济社区